# Shentong
Shentong (kinesiska: 神童) är en köping i sydvästra Kina. Den ligger i stadsdistriktet Nanchuan, i storstadsområdet Chongqing, omkring 55 kilometer sydost om det centrala stadsdistriktet Yuzhong. Antalet invånare är 6 781. Befolkningen består av 3 462 kvinnor och 3 319 män. Barn under 15 år utgör 19,0 %, vuxna 15-64 år 63 %, och äldre över 65 år 16,0 %.